# Tikal
Tikal (Tik’al în ortografia modernă mayașă) este ruina unui oraș antic, numit probabil Yax Mutal, găsit într-o pădure tropicală din Guatemala. Este unul dintre cele mai mari situri arheologice și centre urbane ale civilizației Maya precolumbiene. Este situat în regiunea arheologică a bazinului Petén, în ceea ce este acum nordul Guatemalei. Situat în departamentul El Petén, situl face parte din Parcul Național Tikal din Guatemala și în 1979 a fost declarat patrimoniu mondial UNESCO.
Tikal a fost capitala unui stat de cucerire care a devenit unul dintre cele mai puternice regate ale vechilor Maya. Deși arhitectura monumentală a locului datează încă din secolul al IV-lea î.Hr., Tikal și-a atins apogeul în perioada clasică, c. 200 până la 900. În acest timp, orașul a dominat o mare parte din regiunea Maya din punct de vedere politic, economic și militar, în timp ce interacționa cu zone din întreaga Mesoamerica, cum ar fi marea metropolă Teotihuacán din îndepărtata Vale a Mexicului. Există dovezi că Tikal a fost cucerit de Teotihuacan în secolul al IV-lea d.Hr. După sfârșitul perioadei clasice târzii, nu au fost construite noi monumente majore la Tikal și există dovezi că palatele de elită au fost arse. Aceste evenimente au fost cuplate cu o scădere treptată a populației, culminând cu abandonarea sitului până la sfârșitul secolului al X-lea.
Tikal este cel mai bine înțeles dintre oricare dintre marile orașe maya de câmpie, cu o listă lungă de conducători dinastici, descoperirea mormintelor multora dintre conducătorii de pe această listă și investigarea monumentelor, templelor și palatelor acestora.

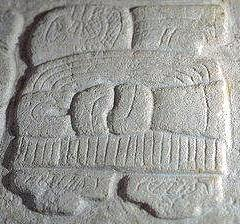
Glifă pentru Tikal (Mutal)

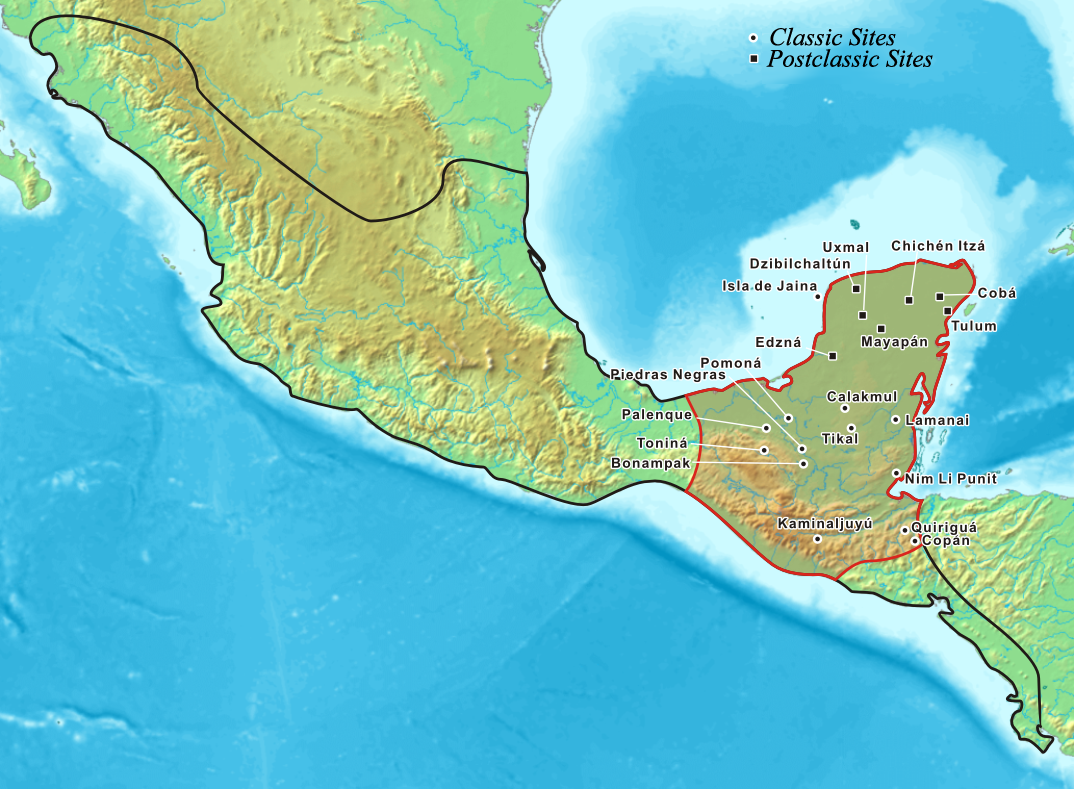
Harta zonei Maya din regiunea mezoamericană. Atât Tikal, cât și Calakmul se află în apropierea centrului zonei.